# Peru op de Olympische Zomerspelen 2004
Peru nam deel aan de Olympische Zomerspelen 2004 in Athene, Griekenland. Net als tijdens de vorige twee edities won het geen medaille.

## Deelnemers en resultaten

### Atletiek
| Olympiër     | Discipline       | Resultaat | Prestatie                            |
| ------------ | ---------------- | --------- | ------------------------------------ |
| Alfredo Deza | hoogspringen (m) | 35e       | kwalificatie groep A: 18de met 2,10m |
|              |                  |           |                                      |
| Ines Melchor | 5000m (v)        | 37e       | serie 2: 19de in 17.08,07            |

### Badminton
| Olympiër      | Discipline    | Resultaat | Prestatie                              |
| ------------- | ------------- | --------- | -------------------------------------- |
| Lorena Blanco | enkelspel (v) | 17e       | 1ste ronde: V van HKG Wang: 1-11, 4-11 |

### Gewichtheffen
| Olympiër      | Discipline | Resultaat | Prestatie                                                   |
| ------------- | ---------- | --------- | ----------------------------------------------------------- |
| Manuela Rejas | +75kg (v)  | 10e       | trekken: 10de met 95kg stoten: 10de met 125kg totaal: 220kg |

### Roeien
| Olympiër        | Discipline | Resultaat | Prestatie |
| --------------- | ---------- | --------- | --- |
| Gustavo Salcedo | skiff (m)  | 21e       | serie 4: 4de in 7.29,06 herkansingen: 3de in 7.05,08 halve finale D/E: 1ste in 7.09,06 finale D: 3de in 7.03,24 |

### Schietsport
| Olympiër       | Discipline     | Resultaat | Prestatie                                         |
| -------------- | -------------- | --------- | ------------------------------------------------- |
| Francisco Boza | trap (m)       | 9e        | kwalificatie: 9de met 119 punten (25-25-23-24-22) |
| Francisco Boza | dubbeltrap (m) | 24e       | kwalificatie: 24ste met 121 punten (40-43-38)     |

### Tafeltennis
| Olympiër          | Discipline    | Resultaat | Prestatie                                                            |
| ----------------- | ------------- | --------- | -------------------------------------------------------------------- |
| Marisol Espineira | enkelspel (v) | 49e       | 1ste ronde: V van AUS Miao: 2-4 (11-8, 11-9, 5-11, 4-11, 6-11, 6-11) |

### Tennis
| Olympiër   | Discipline    | Resultaat | Prestatie                                |
| ---------- | ------------- | --------- | ---------------------------------------- |
| Luis Horna | enkelspel (m) | 33e       | 1ste ronde: V van FRA Grosjean: 2-6, 5-7 |

### Worstelen
| Olympiër       | Discipline     | Resultaat      | Prestatie                                                    |
| Grieks-Romeins | Grieks-Romeins | Grieks-Romeins | Grieks-Romeins                                               |
| -------------- | -------------- | -------------- | ------------------------------------------------------------ |
| Sidney Guzman  | -60kg (m)      | 15e            | groep 4: 2de V van JPN Sasamoto: 0-4 W van SCG Štefanek: 1-3 |

### Zeilen
| Olympiër         | Discipline | Resultaat | Prestatie                                       |
| ---------------- | ---------- | --------- | ----------------------------------------------- |
| Augusto Nicolini | laser      | 38e       | 329 punten: (38-35-16-39-31-28-38-33-DSQ-33-38) |

### Zwemmen
| Olympiër              | Discipline           | Resultaat | Prestatie                |
| --------------------- | -------------------- | --------- | ------------------------ |
| Juan Pablo Valdivieso | 100m vlinderslag (m) | 47e       | serie 3: 6de in 55,98    |
| Juan Pablo Valdivieso | 200m vlinderslag (m) | 28e       | serie 4: 8ste in 2.02,79 |
|                       |                      |           |                          |
| Valeria Silva         | 100m schoolslag (v)  | 37e       | serie 2: 5de in 1.13,52  |

Afghanistan · Albanië · Algerije · Amerikaanse Maagdeneilanden · Amerikaans-Samoa · Andorra · Angola · Antigua en Barbuda · Argentinië · Armenië · Aruba · Australië · Azerbeidzjan · Bahama's · Bahrein · Bangladesh · Barbados · België · Belize · Benin · Bermuda · Bhutan · Bolivia · Bosnië en Herzegovina · Botswana · Brazilië · Britse Maagdeneilanden · Brunei · Bulgarije · Burkina Faso · Burundi · Cambodja · Canada · Centraal-Afrikaanse Republiek · Chili · China · Chinees Taipei · Colombia · Comoren · Congo-Brazzaville · Congo-Kinshasa · Cookeilanden · Costa Rica · Cuba · Cyprus · Denemarken · Djibouti · Dominica · Dominicaanse Republiek · Duitsland · Ecuador · Egypte · El Salvador · Equatoriaal-Guinea · Eritrea · Estland · Ethiopië · Fiji · Filipijnen · Finland · Frankrijk · Gabon · Gambia · Georgië · Ghana · Grenada · Griekenland · Groot-Brittannië · Guam · Guatemala · Guinee · Guinee‑Bissau · Guyana · Haïti · Honduras · Hongarije · Hongkong · Ierland · IJsland · India · Indonesië · Irak · Iran · Israël · Italië · Ivoorkust · Jamaica · Japan · Jemen · Jordanië · Kaaimaneilanden · Kaapverdië · Kameroen · Kazachstan · Kenia · Kirgizië · Kiribati · Koeweit · Kroatië · Laos · Lesotho · Letland · Libanon · Liberia · Libië · Liechtenstein · Litouwen · Luxemburg · Macedonië · Madagaskar · Malawi · Malediven · Maleisië · Mali · Malta · Marokko · Mauritanië · Mauritius · Mexico · Micronesië · Moldavië · Monaco · Mongolië · Mozambique · Myanmar · Namibië · Nauru · Nederland · Nederlandse Antillen · Nepal · Nicaragua · Nieuw-Zeeland · Niger · Nigeria · Noord-Korea · Noorwegen · Oeganda · Oekraïne · Oezbekistan · Oman · Oostenrijk · Oost‑Timor · Pakistan · Palau · Palestina · Panama · Papoea-Nieuw-Guinea · Paraguay · Peru · Polen · Portugal · Puerto Rico · Qatar · Roemenië · Rusland · Rwanda · Saint Kitts en Nevis · Saint Lucia · Saint Vincent en Grenadines · Salomonseilanden · Samoa · San Marino · Sao Tomé en Principe · Saoedi-Arabië · Senegal · Servië en Montenegro · Seychellen · Sierra Leone · Singapore · Slovenië · Slowakije · Soedan · Somalië · Spanje · Sri Lanka · Suriname · Swaziland · Syrië · Tadzjikistan · Tanzania · Thailand · Togo · Tonga · Trinidad en Tobago · Tsjaad · Tsjechië · Tunesië · Turkije · Turkmenistan · Uruguay · Vanuatu · Venezuela · Verenigde Arabische Emiraten · Verenigde Staten · Vietnam · Wit-Rusland · Zambia · Zimbabwe · Zuid-Afrika · Zuid-Korea · Zweden · Zwitserland